# Kadehude, Chitradurga
Kadehude là một làng thuộc tehsil Chitradurga, huyện Chitradurga, bang Karnataka, Ấn Độ.